# Fomitiporia
Fomitiporia is een geslacht van schimmels behorend tot de familie Hymenochaetaceae. De typesoort is Fomitiporia langloisii. Later is deze soort hernoemd naar de vlakke vuurzwam (Fomitiporia punctata).

## Soorten
Volgens Index Fungorum telt het geslacht 46 soorten (peildatum april 2022):
| Soortnaam                              | Auteur(s)                                                        | Publicatiejaar |
| -------------------------------------- | ---------------------------------------------------------------- | -------------- |
| Fomitiporia aethiopica                 | Decock, Bitew & G. Castillo                                      | 2005           |
| Fomitiporia alpina                     | B.K. Cui & Hong Chen                                             | 2017           |
| Fomitiporia apiahyna                   | (Speg.) Robledo, Decock & Rajchenb.                              | 2010           |
| Fomitiporia atlantica                  | Alves-Silva, Reck & Drechsler-Santos                             | 2016           |
| Fomitiporia australiensis              | M. Fisch., Jacq. Edwards, Cunningt. & Pascoe                     | 2005           |
| Fomitiporia baccharidis                | (Pat.) Decock, Robledo & Amalfi                                  | 2014           |
| Fomitiporia bakeri                     | (Murrill) Vlasák & Kout                                          | 2011           |
| Fomitiporia bambusarum                 | (Rick) Camp.-Sant. & Decock                                      | 2015           |
| Fomitiporia bambusipileata             | Alves-Silva, Drechsler-Santos & R.M.B. Silveira                  | 2020           |
| Fomitiporia banaensis                  | Y.C. Dai                                                         | 1999           |
| Fomitiporia bannaensis                 | Y.C. Dai                                                         | 2001           |
| Fomitiporia calkinsii                  | (Murrill) Vlasák & Kout                                          | 2011           |
| Fomitiporia capensis                   | M. Fisch., Cloete, L. Mostert & Halleen                          | 2013           |
| Fomitiporia carpinea                   | X.H. Ji, X.M. Tian & Y.C. Dai                                    | 2019           |
| Fomitiporia castilloi                  | Decock & Amalfi                                                  | 2013           |
| Fomitiporia chilensis                  | Rajchenb. & Pildain                                              | 2019           |
| Fomitiporia conyana                    | Alves-Silva & Drechsler-Santos                                   | 2020           |
| Fomitiporia cupressicola               | Amalfi, Raymundo, Valenz. & Decock                               | 2012           |
| Fomitiporia deserticola                | Vlasák                                                           | 2016           |
| Fomitiporia elegans                    | (J.E. Wright & Blumenf.) Alves-Silva, Robledo & Drechsler-Santos | 2020           |
| Fomitiporia eucalypti                  | Y.C. Dai & X.H. Ji                                               | 2022           |
| Fomitiporia expansa                    | Decock & Amalfi                                                  | 2014           |
| Fomitiporia fissurata                  | Vlasák                                                           | 2016           |
| Fomitiporia gabonensis                 | Amalfi & Decock                                                  | 2010           |
| Fomitiporia gaoligongensis             | B.K. Cui & Hong Chen                                             | 2017           |
| Fomitiporia gatesiae                   | Y.C. Dai & F. Wu                                                 | 2022           |
| Fomitiporia guoshangensis              | S. Guo & Lee H. Zhou                                             | 2016           |
| Fomitiporia hainaniana                 | B.K. Cui & Hong Chen                                             | 2017           |
| Fomitiporia hesleri                    | M. Fisch.                                                        | 2004           |
| Fomitiporia hippophaicola              | (H. Jahn) Fiasson & Niemelä                                      | 1984           |
| Fomitiporia ignea                      | A.A. Brown, D.P. Lawr. & K. Baumgartner                          | 2020           |
| Fomitiporia impercepta                 | Morera, Robledo & Urcelay                                        | 2017           |
| Fomitiporia ivindoensis                | Decock, Amalfi & Yombiy.                                         | 2010           |
| Fomitiporia junipericola               | Rivoire & Pirlot                                                 | 2020           |
| Fomitiporia juniperina                 | (Murrill) T. Hatt. & Y. Ota                                      | 2014           |
| Fomitiporia lagerstroemiae             | X.H. Ji, X.M. Tian & Y.C. Dai                                    | 2019           |
| Fomitiporia lukinsii                   | (N. Walters) Y.C. Dai & F. Wu                                    | 2022           |
| Fomitiporia mediterranea               | M. Fisch.                                                        | 2002           |
| Fomitiporia murrillii                  | Alves-Silva, R.M. Silveira & Drechsler-Santos                    | 2020           |
| Fomitiporia neotropica                 | Camp.-Sant., Amalfi, R.M. Silveira, Robledo & Decock             | 2014           |
| Fomitiporia nobilissima                | Decock & Yombiy.                                                 | 2010           |
| Fomitiporia norbulingka                | B.K. Cui & Hong Chen                                             | 2016           |
| Fomitiporia nubicola                   | Alves-Silva, Bittencourt & Drechsler-Santos                      | 2020           |
| Fomitiporia ovoidospora                | Y.C. Dai & F. Wu                                                 | 2022           |
| Fomitiporia pentaphylacis              | L.W. Zhou                                                        | 2012           |
| Fomitiporia polymorpha                 | M. Fisch.                                                        | 2004           |
| Fomitiporia pseudopunctata             | (A. David, Dequatre & Fiasson) Fiasson                           | 1984           |
| Fomitiporia punctata (Vlakke vuurzwam) | (P. Karst.) Murrill                                              | 1947           |
| Fomitiporia punicata                   | Y.C. Dai, B.K. Cui & Decock                                      | 2008           |
| Fomitiporia repanda                    | (Overh.) Ginns                                                   | 2014           |
| Fomitiporia rhamnoides                 | T.Z. Liu & F. Wu                                                 | 2018           |
| Fomitiporia robusta (Eikenvuurzwam)    | (P. Karst.) Fiasson & Niemelä                                    | 1984           |
| Fomitiporia rosmarini                  | (Bernicchia) Ghob.-Nejh. & Y.C. Dai                              | 2007           |
| Fomitiporia sancti-champagnatii        | G. Coelho, R.M. Silveira & Rajchenb.                             | 2009           |
| Fomitiporia spinescens                 | (J.E. Wright & G. Coelho) G. Coelho, Guerrero & Rajchenb.        | 2009           |
| Fomitiporia subhippophaeicola          | B.K. Cui & Hong Chen                                             | 2016           |
| Fomitiporia subrobusta                 | B.K. Cui & Hong Chen                                             | 2017           |
| Fomitiporia subtilissima               | Alves-Silva, Reck & Drechsler-Santos                             | 2016           |
| Fomitiporia subtropica                 | B.K. Cui & Hong Chen                                             | 2017           |
| Fomitiporia tabaquilio                 | (Urcelay, Robledo & Rajchenb.) Decock & Robledo                  | 2008           |
| Fomitiporia tenuis                     | Decock, Bitew & G. Castillo                                      | 2005           |
| Fomitiporia tenuitubus                 | L.W. Zhou                                                        | 2012           |
| Fomitiporia texana                     | (Murrill) Nuss                                                   | 1986           |
| Fomitiporia torreyae                   | Y.C. Dai & B.K. Cui                                              | 2006           |
| Fomitiporia tsitsikamensis             | Tchotet, M.P.A. Coetzee, Rajchenb. & Jol. Roux                   | 2020           |
| Fomitiporia uncinata                   | (Rajchenb.) G. Coelho, Guerrero & Rajchenb.                      | 2009           |
| Fomitiporia yanbeiensis                | S. Guo & Lin Zhou                                                | 2017           |